# عدی طالب
عدی طالب (عربی: عدي طالب؛ زادهٔ ۶ نوامبر ۱۹۷۷) یک بازیکن فوتبال اهل عراق است.
وی همچنین در تیم ملی فوتبال عراق بازی کرده است.